# Ana María Martínez de la Escalera
Ana María Martínez de la Escalera és una professora i investigadora mexicana de la Universidad Nacional Autónoma de México (UAM) experta en problemes d'estètica i teoria crítica de l'art. També ha donat classes en centres de la Universidad Autónoma del Estado de Morelos (UAEM). Va fundar, amb Alberto Híjar Serrano, el Taller de Arte e Ideología tai. Ha publicat diversos llibres i assajos. Ha realitzat diverses recerques alienes al Centre de Recerques i Estudis de Gènere (CIEG) que han cristal·litzat en la publicació de nombrosos articles en revistes acadèmiques o en forma d'assaig.